# زائر (فلم بحريني)
زائر هو فيلم رعب، اثارة بحريني بطولة فاطمة عبد الرحيم، علي الغرير، أحمد مبارك، أمين الصائغ، أحمد عقلان، مصطفى رشيد،جمعان الرويعي.

## الحبكة
تدور أحداث الفيلم حول شخصية (فاطمة) التي يتراءى لها شخص غامض منذ ان كانت طفلة قبل أكثر من 22 عاما، مما يسبب لها حالة نفسية شديدة الألم خاصة حين تبدأ في مشروعها الخاص بعمل فيلم وثائقي عن مقابر عالي الأثرية، حيث تتجسد لها هذه الشخصية الغامضة في أكثر من مكان، وتشعر بأنها محاصرة بها، وتكتشف وجود رابط خفي بين هذه القبور وبين الشخصية الغامضة، مما يدفع بها لمعرفة سر هذه الشخصية الغامضة. ويبدأ زوجها السابق (علي) وزميل عملها في التلفزيون بمساعدتها للخروج من هذه الأزمة النفسية التي أضحت تؤثر على مجريات حياتها. وتشكل مقابر عالي الأثرية موقعاً لتسلسل أحداث الفيلم، لتكتشف في النهاية هوية هذا الشخصية الغامضة، كما تقودها لمعرفة سرها الغامض الذي أدى إلى اختفائها منذ العام 1981.
من جانب آخر يستعرض الفيلم شخصية رجل الأعمال (أحمد) الذي يحاول أن يحمي أخيه (خالد) الذي يسعى من جانبه على التمرد، ورفض الحياة التي يريدها له أخيه رجل الأعمال، فيبدأ بالسير في طريق المخدرات من خلال صديقه (أمين) وهو شاب غني له مبادئ في الحياة ويحاول هو الآخرالهروب من الوصايا التي تفرضها عليه عائلته. هذان الشابان يجدان في مقابر عاليالأثرية مكاناً مناسباً لعزلتهما عن شروط العائلة والمجتمع وممارسة حريتهما الشخصية. وتجمع المصادفات (فاطمة) و(علي) الذين يذهبان إلى المقابر بالتعرف على هذين الشابين، ورجل الأعمال (خالد) الذي جاء أيضا في محاولة منه لإنقاذ أخيه منتعاطي المخدرات. وهناك وبين المقابر الأثرية تجد هذه الشخصيات ما لم يكن في حسبانها، حيث يحل الظلام عليهم، ويجدون صعوبة في الخروج من موقع المقابر. ومع تصاعدالأحداث وسط القبور والظلام تجد هذه الشخصيات الخمس نفسها محاصرة بين القبورالأثرية والشخصية الغامضة التي تتابعهم الواحد تلو الآخر، لتكشف عن علاقتها بكل شخصيات الفيلم. وأن لقاءهم في هذا المكان ليس محض صدفة، بل هي بإرادة من الشخصية الغامضة.

## روابط خارجية
- مقالات تستعمل روابط فنية بلا صلة مع ويكي بيانات